# Горња Судимља
Горња Судимља (алб. Studime e Epërme) је насеље у општини Вучитрн на Косову и Метохији. Према попису становништва на Косову 2011. године , село је имало 335 становника..

## Географија
Село је на падини Копаоника на Судимској реци, на надморској висини од 712 м. Збијеног је типа. Дели се на Хафуз Исмаилову и Хафуз Мамутову Махалу. Називи махала су по ранијим чифлик-сахибијама из Вучитрна.

## Порекло становништва по родовима
Српски род
- Милијовићи (4 к. Св. Илија). У Г. Судимљу су се преселили око 1820. из Цецилије, кад су се у њу доселили Арбанаси. У Цецилију су се доселили из Ибарског Колашина, а даљом старином су из Црне Горе.

Арбанаси мухаџири
- Гргур (7 к.), – Трбуња (1 к.), – Попова (3 к.) и – Буњак (6 к.), сви од фиса Краснића. Доселили се 1878. из топличких села Гргура, Трбуње, Попова и Потурчеља.

## Демографија
| Демографија | Демографија | Демографија |
| Година      | Становника  | Становника  |
| ----------- | ----------- | ----------- |
| 1948.       | 258         |             |
| 1953.       | 293         |             |
| 1961.       | 342         |             |
| 1971.       | 401         |             |
| 1981.       | 451         |             |
| 1991.       | 542         |             |
| 2011.       | 335         |             |